# Левшин, Александр Георгиевич
Александр Георгиевич Левшин (В «ЭСБЕ», вероятно ошибочно, описывается как Александр Егорович; 1730-1740-е — 1798) — протоиерей Русской православной церкви и духовный писатель

; член Священного Синода; родной брат Московского митрополита Платона Левшина.

## Биография
Александр Левшин родился, как полагают, в конце тридцатых или в начале сороковых годов XVIII века. Отец его, Георгий Данилов, первоначально был дьячком в селе Чашникове (ныне на этом месте находится Посёлок аэропорта Шереметьево), а потом священником сначала в Коломенской епархии, а затем в самой Москве при церкви Святого Николая, известной под именем «Красные колокола». 
С 1747 по 1760 год Левшин обучался в Московской Славяно-греко-латинской академии, по окончании курса в которой в 1760 году был произведен в диаконы к церкви Спаса в Спасской, а в 1763 году в священники к Московской церкви Николая Чудотворца, что в Хамовниках. 
«В прохождении как диаконской, так и священнической должности упражнялся в преподавании катехизиса, в толковании Священного Писания, в проповеди Слова Божия и, сверх сего, поочередно вместо другого проповедника с прочими учеными священниками в Московской академии исправлял проповедническую должность; также и при митрополите Московском Тимофее в Чудове монастыре и по разным приходским церквам в храмовые праздничные дни при отправлении им священнослужения говорил проповеди», за что в 1767 году был произведён в протоиереи в Спасский собор, что на Бору, с оставлением за ним и священнического места при Никольской церкви. В том же году Левшин был назначен в Большой Успенский собор и в Московскую Священного Синода контору членом с первенством по указу Священного Синода пред игуменами. 
С переходом в Успенский собор протоиерей Левшин скоро стал лично известен государыне и быстро продвинулся вперёд в церковной иерархии. В 1771 году он был назначен членом комиссии для предохранения и врачевания от свирепствовавшей в то время в Москве моровой язвы и усердно исполнял возложенные на него по новой должности обязанности, а именно: он делал распоряжения об отправке заболевших духовных лиц в больницы, составил и разослал по церквам для чтения во время церковных служб особое молитвенное слово, наблюдал за очищением церквей, которые, по случаю оказавшейся в причте и приходе смертности, признаны были зараженными, сам говорил проповеди в Большом Успенском соборе «для уверения народа мало внемлющего тогда предписаниям правительства» и о «благополучном пресечении болезни» (проповеди эти были напечатаны в поданной по Высочайшему повелению в 1775 году книге под названием: «Описание о моровой язве»), наконец, подвергал жизнь свою опасности «во время поднятия тела убиенного архиепископа Московского Амвросия и увещания мятежной толпы». За эти труды он был награжден в 1774 году императрицею Екатериной II золотым наперсным крестом на голубой ленте, украшенным драгоценными камнями и бриллиантами, и пенсией в 500 рублей в год, а в 1775 году назначен членом Священного Синода. 
Не меньшим вниманием пользовался протоиерей А. Левшин и у преемника Екатерины II. Российский император Павел I в 1797 году, в день коронации, пожаловал ему орден Святой Анны 1-й степени, а через несколько времени в том же году и «командорство». В следующем 1798 году Левшин представлен был к награде митрой, но эта награда уже не застала его в живых: Александр Георгиевич Левшин скончался 22 октября (2 ноября) 1798 года.
В литературе А. Г. Левшин известен как археолог, историк и как проповедник. 